# Daniel Deronda
Daniel Deronda is de zevende en laatste roman van de Engelse schrijfster George Eliot. Het boek verscheen in 1876, eerst in acht afleveringen met tussenpozen van een maand en daarna in vier delen (in plaats van de voor victoriaanse romans gebruikelijke drie delen).

## Publicatie
George Eliot begon zich in 1873 voor te bereiden op Daniel Deronda. Ze verdiepte zich in het jodendom en bezocht landhuizen van de Engelse aristocratie, die model konden staan voor Offendene, Diplow Hall en Topping Abbey, landhuizen die een rol spelen in de roman.
Ze schreef de roman in de jaren 1874-1876, daarbij vaak gehinderd door nierstenen. De eerste aflevering van het boek verscheen in februari 1876, toen ze nog aan het schrijven was. Op 8 juni was het boek klaar. De laatste aflevering verscheen in september 1876. Per aflevering werden ongeveer 8.000 exemplaren verkocht.
Kort daarop publiceerde haar uitgever William Blackwood & Sons de eerste editie in vier delen, gevolgd door een goedkopere editie in vier delen en een editie in één deel. In de eerste drie jaar werden van het boek 22.000 exemplaren verkocht.
Het boek is onder andere vertaald in het Duits, Frans, Italiaans, Russisch, Hebreeuws en Jiddisch. Een Nederlandse vertaling van de hand van Jacoba van Westrheene-van Heijningen (1821-1900) verscheen al in 1876 bij J.F. van Druten in Sneek.

## Achtergrond
Dankzij haar vriend Emmanuel Deutsch (1829-1873), die haar Hebreeuws leerde, had George Eliot belangstelling gekregen voor het jodendom. Deutsch stond model voor Mordecai in Daniel Deronda. Net als Mordecai was hij een vroege aanhanger van het zionisme (die term werd pas in 1890 voor het eerst gebruikt; Daniel Deronda verscheen in 1876). Deutsch streefde naar een eigen staat voor het Joodse volk. Net als Mordecai was hij terminaal ziek; hij overleed aan kanker tijdens een reis naar Palestina in 1873.
Het boek getuigt ook van Eliots belangstelling voor de kabbala. Mordecai blijkt in hoofdstuk XLIII een ‘verlichte’ te zijn. Een aantal malen maakt Eliot toespelingen op de kabbalistische mystiek.
Eliots visie op het jodendom was opmerkelijk positief voor het victoriaanse tijdperk. Bij collega-romanschrijvers als Charles Dickens (Fagin in Oliver Twist) en Anthony Trollope (Augustus Melmotte in The Way We Live Now) zijn de joodse romanfiguren vaak onsympathiek.
Alle romans van George Eliot spelen in het verleden, maar in Daniel Deronda van 1876 is dat verleden het meest nabij. In hoofdstuk XLII voorspelt de hoofdpersoon dat Italië spoedig verenigd zal zijn. Dat gebeurde in 1870. In hoofdstuk L wordt verteld dat de wereld aan de vooravond van de Slag bij Sadowa staat. Die was in 1866.

## Samenvatting

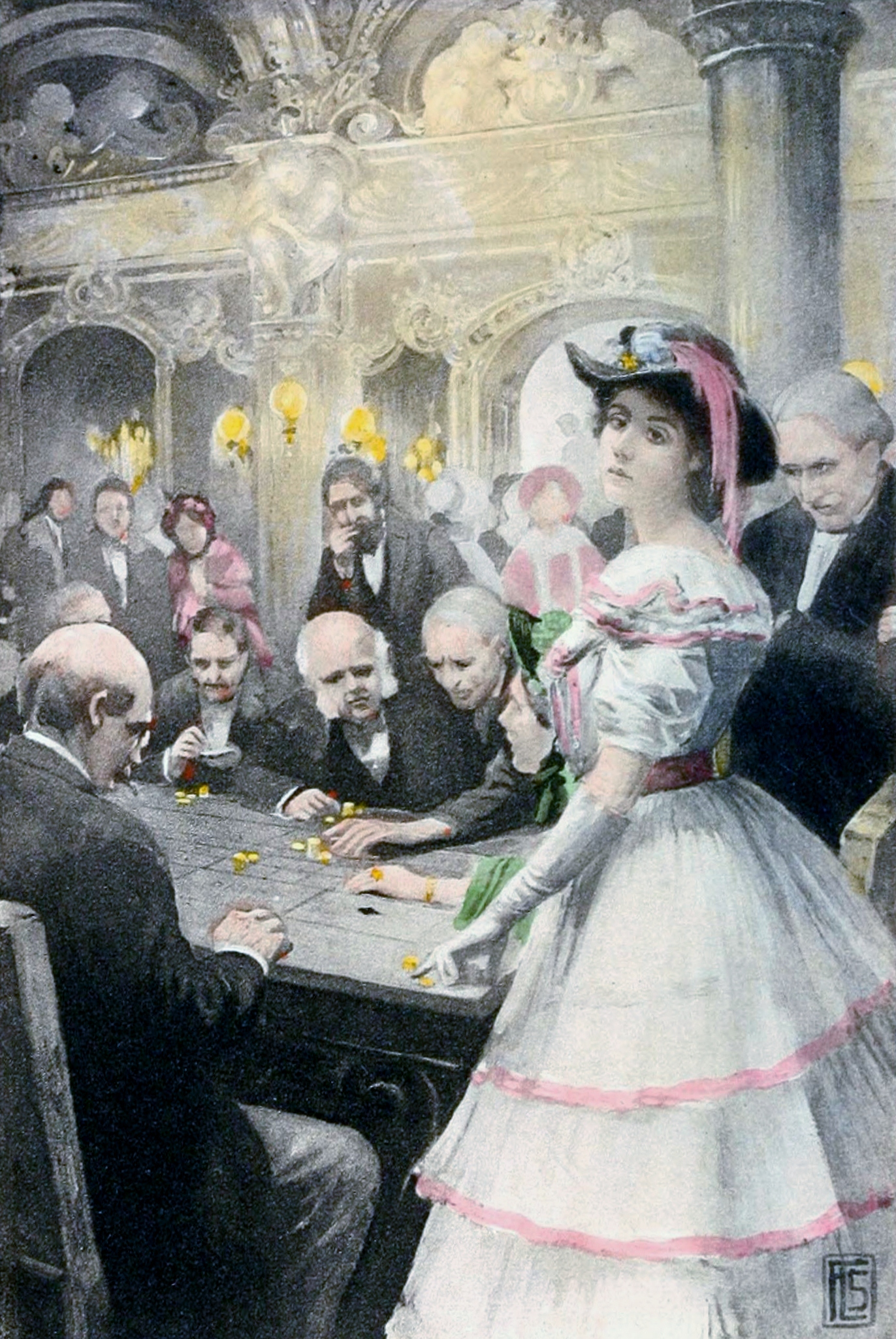
Gwendolen Harleth aan de roulettetafel, illustratie uit een editie van 1910

In het eerste hoofdstuk van de roman observeert de hoofdpersoon, Daniel Deronda, in het casino van het fictieve Duitse stadje Leubronn een mooie jonge vrouw die fanatiek aan het roulettespel deelneemt. Ze behaalt een grote winst, die ze vervolgens weer verspeelt. De vrouw, Gwendolen Harleth, merkt hem ook op en vraagt een kennis naar zijn naam.
De volgende ochtend krijgt Gwendolen een brief van haar moeder, die haar vertelt dat haar familie geruïneerd is en haar vraagt om naar huis te komen. Om aan geld voor de terugreis te komen brengt ze een halssnoer naar een pandjeshuis. Als ze terug is op haar kamer, brengt een bode haar een pakje – met het halssnoer. Ze vermoedt dat Daniel Deronda haar bij het pandjeshuis naar binnen heeft zien gaan en besloot het pand voor haar in te lossen. Ze laat verder geen tijd verloren gaan en stapt op de trein naar Brussel, vanwaar ze verder reist naar Engeland.
De volgende hoofdstukken vertellen wat er voor de beide hoofdpersonen vooraf ging aan de ontmoeting in Leubronn. Gwendolen Harleth is een tamelijk oppervlakkige jonge vrouw, die gewend is in alles haar zin te krijgen (de eerste aflevering van het boek heette dan ook ‘The Spoiled Child’, ‘Het verwende kind’). Ze betrekt na de dood van haar stiefvader met haar moeder en vier halfzussen het landhuis Offendene. Ze trekt de aandacht van de jongemannen in haar omgeving, onder wie haar neef Rex Gascoigne. Ze wijst hem af. Een serieuzere huwelijkskandidaat is de al wat oudere Henleigh Mallinger Grandcourt. Ze overweegt op zijn avances in te gaan als ze hoort dat Grandcourt een maîtresse heeft, Lydia Glasher, en vier kinderen bij haar heeft verwekt. Gwendolen vertrekt geschokt met een bevriende familie naar Leubronn.
Daniel Deronda gaat door voor een neef van Sir Hugo Mallinger, maar alleen Sir Hugo weet wie zijn ouders waren. Grandcourt is ook een neef van Sir Hugo, en diens vermoedelijke erfgenaam, daar Sir Hugo geen mannelijke nakomelingen heeft. Daniel ziet op een boottocht over de Theems een meisje dat op het punt staat zich te verdrinken. Hij overtuigt haar om het niet te doen en brengt haar onder bij de moeder van zijn vriend Hans Meyrick. Het meisje noemt zich Mirah Lapidoth, maar heet eigenlijk Mirah Cohen. Ze is joods. Haar vader heeft haar tegen de zin van haar moeder meegenomen naar het buitenland, waar hij haar zanglessen liet nemen en liet optreden als zangeres en actrice. Toen ze doorkreeg dat hij haar ook als prostituee wilde laten werken, was ze gevlucht. Ze keerde terug naar Londen om te zoeken naar haar moeder en haar broer Ezra, maar die lijken spoorloos verdwenen. Deronda belooft haar te zullen helpen met zoeken, maar hij moet eerst op reis met Sir Hugo, naar Leubronn. Daar ontmoet hij Gwendolen.
De roman gaat verder met wat er na de ontmoeting in Leubronn gebeurt. Nu haar familie aan de grond zit, zal Gwendolen voor zichzelf moeten gaan zorgen. Ze vraagt Herr Klesmer, een musicus uit haar kennissenkring, of er voor haar een carrière als zangeres in zit. Klesmer vindt haar niet goed genoeg. Haar oom dominee Gascoigne, de vader van Rex, kan voor haar een betrekking regelen als gouvernante voor de kinderen van bisschop Mompert. Die baan wordt voor haar steeds meer een schrikbeeld. In arren moede besluit ze toch maar te trouwen met Grandcourt.
Als ze haar jawoord geeft, heeft ze het idee dat ze kan doorgaan met haar leven van feestjes, jachtpartijen en bezoekjes aan kennissen, maar dan bevrijd van geldzorgen. Grandcourt ontpopt zich echter als een tiran en dwingt haar het leven te leiden dat hij wil, niet het leven dat ze zelf wil. Het paar verhuist naar Londen, ver van haar familie en kennissenkring. Gwendolen kan nu wel nader kennismaken met Daniel Deronda, die voor haar een soort biechtvader wordt. Hij is de enige aan wie ze kan vertellen dat ze diep ongelukkig is. Ze krijgt echter steeds minder gelegenheid om met Deronda te spreken; Grandcourt werkt haar daarbij zoveel mogelijk tegen.
Daniel intussen is op zoek naar de familie van Mirah en krijgt daarbij steeds meer belangstelling en sympathie voor het jodendom. Hij raakt bevriend met Mordecai, een joodse intellectueel die lijdt aan tuberculose en niet lang meer te leven heeft. Mordecai streeft naar een eigen identiteit en een eigen staat voor het joodse volk in de diaspora. Hij ziet Daniel als iemand die zijn ideaal na zijn dood kan blijven uitdragen. Daniel voelt zich aangetrokken tot het ideaal, maar twijfelt. Hij is toch niet joods?
Mordecai blijkt voluit Ezra Mordecai Cohen te heten en de broer van Mirah te zijn. De moeder leeft niet meer. Daniel regelt een woning voor Mordecai en Mirah. Anders dan bij Gwendolen ziet Herr Klesmer wel wat in Mirah als zangeres. Hij zorgt dat ze kan optreden in kleine gezelschappen, waar haar stem het meest tot haar recht komt.
Sir Hugo vertelt Daniel dat zijn moeder nog leeft en voor haar dood nog met hem wil spreken. Daniel reist naar Genua, waar hij tweemaal zijn moeder ontmoet. De moeder, prinses Leonora Halm-Eberstein, was ooit een beroemde zangeres. Toen haar eerste man overleed, stond ze haar kind af aan Sir Hugo, omdat de moederrol haar carrière in de weg stond. Maar voor Daniel is de belangrijkste mededeling dat ze van joodse afkomst is – en dat hij dus eigenlijk ook joods is.
In Genua komt Daniel, tot zijn verrassing en Grandcourts ergernis, Henleigh en Gwendolen Grandcourt tegen, die de stad aandoen op een boottocht. Grandcourt huurt een zeilboot en gaat daarmee de zee op met Gwendolen aan het roer. Op zee krijgt Grandcourt de giek tegen zich aan, slaat overboord en verdrinkt.
Daniel vangt Gwendolen op en zorgt dat haar moeder, haar oom en Sir Hugo overkomen. Dan reist hij terug naar Engeland, waar hij Mirah ten huwelijk vraagt. Hij belooft Mordecai dat hij de taak om de joodse diaspora haar identiteit als volk terug te geven op zich neemt. Hij vertelt Gwendolen over zijn joodse afkomst en zijn huwelijksplannen, als ze ook in Engeland is teruggekeerd. Ze is teleurgesteld omdat ze had gehoopt dat hij haar als vrouw zou nemen, maar zegt toch: ‘You have been very good to me. I have deserved nothing. I will try – try to live’ (‘Je bent heel goed voor me geweest. Ik heb niets verdiend. Ik zal proberen – proberen te leven’). Ze stuurt hem een felicitatie als hij trouwt.
In het laatste hoofdstuk overlijdt Mordecai in het bijzijn van Daniel en Mirah, juist als ze op het punt staan om af te reizen naar Palestina.

## Literaire reputatie
Daniel Deronda heeft altijd gemengde reacties opgeroepen. Waar de critici vrijwel unaniem lovend zijn over het deel dat over Gwendolen Harleth en haar ongelukkige huwelijk gaat, voelen ze zich vaak ongemakkelijk bij het ‘joodse deel’ van de roman. George Eliot zelf voorvoelde al dat dit deel van de roman weerstand zou oproepen. Ook John Blackwood, haar uitgever, had zijn twijfels: ‘The Jews should be the most interesting people in the world, but even her magic pen cannot at once make them a popular element in a Novel’ (‘De joden zijn misschien wel het meest interessante volk op de aarde, maar zelfs haar magische pen kan hen niet ineens omtoveren tot een populair element in een roman’).
F.R. Leavis vond zelfs dat Daniel Deronda eigenlijk twee romans in zich had: een geslaagde roman, die Gwendolen Harleth had moeten heten, en een mislukte roman, het joodse deel van het boek. Het probleem is dat de beide verhaallijnen zozeer verweven zijn, maar eigenlijk zou de roman ontdaan moeten worden van het joodse deel, zodat een roman overblijft die zelfs beter is dan Middlemarch. Een enkele joodse criticus pleitte trouwens voor het omgekeerde: verwijderen van het deel dat over Gwendolen Harleth gaat, zodat een joodse roman overblijft.
Voor een aantal zionisten, onder wie Eliëzer Ben-Jehoeda, David Ben-Gurion en Emma Lazarus, was Daniel Deronda inderdaad een inspiratiebron.
Henry James, die Gwendolen Harleth tot op zekere hoogte als model nam voor Isabel Archer, de hoofdpersoon van The Portrait of a Lady, schreef in 1876 in The Atlantic Monthly een recensie van het boek in de vorm van een gesprek tussen Theodora, Pulcheria en Constantius over de roman. Theodora bewondert het boek, maar Pulcheria vindt Daniel, Mirah en Mordecai duidelijk bedachte figuren. ‘They have no existence outside of the author’s study’ (‘buiten de studeerkamer van de auteur kunnen ze niet bestaan’). Constantius onderscheidt bij George Eliot karakters die zijn gebaseerd op observatie en karakters die zijn bedacht. Karakters van de eerste categorie zijn de beste. Gwendolen en Grandcourt behoren daartoe. Waar zij optreden is het boek sterk, waar de bedachte karakters optreden is het boek zwak. Al met al vindt hij Daniel Deronda Eliots zwakste roman.
Er zijn echter ook critici die het boek juist goed vinden zoals het is. Onder hen is Ruth Wisse, hoogleraar in Harvard, die het boek ‘de eerste zionistische roman’ noemde. Ook George Eliots biograaf Jenny Uglow bewondert het boek, vooral het steeds verschuivende perspectief. De lezer krijgt steeds een andere kant van de karakters en gebeurtenissen te zien.

## Verfilmingen
In 1921 maakte Walter Courtney Rowden naar aanleiding van het boek een stomme film Daniel Deronda.
In 1970 zond de BBC een zesdelige televisieserie uit, gebaseerd op het boek. Het script was van de hand van Alexander Baron. John Nolan speelde de titelrol, Martha Henry de rol van Gwendolen Harleth en Robert Hardy die van Grandcourt.
In 2002 zond de BBC nogmaals een tv-bewerking uit, deze maal in vier delen. Tom Hooper was de regisseur; Andrew Davies schreef het script. Hugh Dancy speelde de titelrol, Romola Garai de rol van Gwendolen Harleth, Hugh Bonneville die van Grandcourt en Jodhi May die van Mirah Lapidoth.